# 李涛 (1963年)
李涛（1963年8月—），河南泌阳人，高级经济师。中华人民共和国政治人物。

## 生平
1983年7月毕业于郑州大学数学系。1983年7月进入安钢工作，历任安钢集团公司办公室副主任、主任、总经理助理、公司副总经理，洛阳轴承集团总经理、副董事长。2006年6月，任河南省国有企业监事会主席；2009年2月，任河南省政府金融办副主任；2013年2月，任安钢集团公司副董事长，省政府金融办副主任；2013年12月，任安钢集团公司董事长。2018年2月24日，当选为第十三届全国人大代表。
2016年8月，任河南省人民政府国有资产监督管理委员会主任，2018年离任，因接替其出任河南省国资委主任的继任者与之同名而引起媒体关注。
2018年11月，任河南省工业和信息化厅党组书记、厅长。

## 外部連結
- 李涛-安阳钢铁股份有限公司董事长介绍
- 安阳钢铁集团公司董事长李涛到洛轴走访 （页面存档备份，存于）